# Biblioteca metropolitana Ervin Szabó
La Biblioteca metropolitana Ervin Szabó (en húngaro: Fővárosi Szabó Ervin Könyvtár) es la red más grande de bibliotecas en Budapest, la capital de Hungría.
En 2003, recibió el FIABCI Prix d'Excellence por su edificio central. La biblioteca modernizada ahora cubre alrededor de 13.000 m² y la mayor colección pública de libros de Budapest con una capacidad de 1.100.000 volúmenes.